# Żaczki
Żaczki – wieś w Polsce położona w województwie łódzkim, w powiecie łęczyckim, w gminie Grabów.
W latach 1975–1998 miejscowość administracyjnie należała do województwa konińskiego.
Urodził się tu Kazimierz Mieczysław Pruszkowski (ur. 21 kwietnia 1897, zm. 1 października 1969) – pułkownik piechoty Wojska Polskiego.